# انتقام غارتگر
انتقام غارتگر (انگلیسی: Alien Lockdown) یک فیلم تلویزیونی علمی-تخیلی و ترسناک محصول ۲۰۰۴ آمریکا، به کارگردانی تیم کاکس است. از بازیگران آن می‌توان به جیمز مارشال، جان سوج و مارتین کووا اشاره کرد.
فیلم فضاسازی و جلوه‌های بصری قابل قبولی دارد ولی ایرادات آن مشهود است و بیش‌تر برای طرف‌داران فیلم‌های علمی-تخیلی مناسب است.
فیلم انتقام غارتگر سال ۱۳۸۵ توسط مؤسسه قرن ۲۱ مجوز پخش گرفت و اواخر دهه ۱۳۸۰ بر روی یک حلقه دی.وی.دی دو فیلمه، همراه با فیلم شکننده (Fragile) منتشر شد.
عوامل دوبله:
- امیر هوشنگ قطعه‌ای - دکتر وودمن (جان ساویج)
- افسانه پوستی - تنها زن موجود در فیلم
- شروین قطعه‌ای - چارلی (جیمز مارشال)

## داستان
در یک مرکز تحقیقاتی دور افتاده، یک دانشمند دیوانه به نام دکتر وودمن (جان ساویج) موفق می‌شود که یک موجود خطرناک و بسیار مقاوم را از روی اطلاعات DNA ثبت شده بر روی یک تکه شهاب سنگ کوچک باستانی، خلق کند. یک گروه ویژه به رهبری تالون (مایشله گاه) به دستور آنسلو (مارتین کاو) برای پاک‌سازی و نابودی هیولا به آنجا اعزام می‌شوند ولی وضعیت آنجا آنطور که تصور می‌کنند نیست …